# Doris Oswald
Doris Oswald (* 9. Januar 1936 in Metzingen; † 30. Oktober 2020) war  eine deutsche Autorin, Humoristin und schwäbische Mundart-Dichterin.

## Leben
Ihre ersten Veröffentlichungen erfolgten 1958 in Hochdeutsch und ab 1969 erschienen vor allem in einer Gemeinschaftsproduktion  mit Rosemarie Bauer Bilderbücher für Kinder.
Sie nahm an der Mundart-Akademie teil, verfasste mehrere Bände in schwäbischer Mundart, hatte zahlreiche Auftritte als Schwäbische Humoristin und war bekannt von mehreren Auftritten in der SWR 4 Radiolaube.
„Des ka mr do net bringa!“ (Doris Oswald auf Sendung in der SWR 4 Radiolaube)
Bei der ersten Ausgabe des „Sebastian-Blau-Preises“ des Vereins schwäbische mund.art e. V. wurde sie 2002 mit dem dritten Platz für das Gedicht „Dees däd mr guet“ ausgezeichnet.
„Mit ihren gefühlvollen schwäbischen Versen trifft die Metzinger Dialektpoetin Doris Oswald ins Schwarze – jede Stimmung führt sie vor Augen, jede Geschichte bringt sie zur gelungenen Pointe.“

## Werke
- Doris Oswald: Vagabundenwind: Hochdeutsch, Messner Verlag, 2017, ISBN 978-3-934309-28-9, Bildautorin Renate Otto
- Doris Oswald: Und der Himmel so blau: Hochdeutsch, Messner Verlag, 2011, ISBN 978-3-934309-21-0, Bildautorin Renate Otto
- Doris Oswald: Do guck naus: Silberburg Verlag, Tübingen 2011, ISBN 978-3-8425-1123-1, Bilder Sabrina Oswald
- Doris Oswald: Wenn d Sonn rauskommt: schwäbische Gedichte. Silberburg-Verlag, Tübingen 2005, ISBN 3-87407-659-8
- Doris Oswald: D Wonder kriagt ma gschenkt. Knödler, Reutlingen 1997, ISBN 3874211975
- Doris Oswald, Rosemarie Bauer: Klärle, ons lauft d Zeit drvo: schwäbische Gedichte. Knödler, Reutlingen 1990, ISBN 3-87421-166-5
- Doris Oswald, Rosemarie Bauer: Do lieg i ond träum: schwäb. Gedichte. Knödler, Reutlingen 1986, ISBN 3-87421-148-7
- Doris Oswald, Rosemarie Bauer: Zwei kleine Negerlein: ein Bilderbuch.Boje-Verlag, Stuttgart 1972, ISBN 3-414-13690-2
- Doris Oswald, Rosemarie Bauer: Der Wettlauf zwischen Hase und Igel. Titania-Verl., Stuttgart 1970, ISBN 3-7996-6060-7